# Oleg Svjatoslavič
Oleg Svjatoslavič († 977) byl drevljanský kníže z rodu Rurikovců vládnoucí v letech 969–977. Byl druhorozeným synem Svjatoslava I. Igoreviče.
Datum Olegova narození není známé, usuzuje se, že se narodil před rokem 957. Jeho otec Svjatoslav rozdělil své území mezi potomky a oblast, kterou obýval kmen Drevljanů, daroval Olegovi. Po smrti otce Svjatoslava Oleg započal válku se svým bratrem Jaropolkem. Podle Pověsti dávných let zavraždil Oleg jakéhosi Ljuta, syna Jaropolkova poradce a generála Svenelda, když lovil na území Drevljanů, které Oleg považoval za své. Jako akt pomsty a na naléhání Svenelda vyhlásil Olegovi Jaropolk válku, během níž byl Oleg v Ovruči Jaropolkem zabit. Oleg padl v průběhu útěku v příkopu, čehož Jaropolk litoval. Poté Jaropolk vyslal své muže do Novgorodu, odkud jeho bratr Vladimír uprchl, když uslyšel o Olegově smrti.
V roce 1044 nechal Jaroslav I. Moudrý Olegovy ostatky spočinout v Desátkovém chrámu.
Existuje legenda, zmíněná Bohuslavem Balbínem nebo i Janem Amosem Komenským ve Spisu o rodu Žerotínů, že je původ moravského rodu Žerotínů odvozen od údajného Olga, knížete pocházejícího z Rusi.